# Zhu Chenjie
Zhu Chenjie (en chino tradicional, 朱辰傑; en chino simplificado, 朱辰杰; pinyin, Zhū Chénjié; Shanghái, 23 de agosto de 2000) es un futbolista chino que juega en la demarcación de defensa para el Shanghái Greenland Shenhua de la Superliga de China.

## Selección nacional
Hizo su debut con la selección absoluta de China el 7 de junio de 2019 contra Filipinas en un partido amistoso que finalizó con un resultado de 2-0 a favor del combinado chino tras los goles de Zhang Xizhe y Wu Xi.

### Goles internacionales
| # | Fecha               | Lugar                                            | Oponente       | Gol | Resultado | Competición                                |
| - | ------------------- | ------------------------------------------------ | -------------- | --- | --------- | ------------------------------------------ |
| 1 | 24 de marzo de 2022 | Estadio Sharjah, Sharjah, Emiratos Árabes Unidos | Arabia Saudita | 1–1 | 1–1       | Clasificación para la Copa Mundial de 2022 |

## Clubes
| Club                       | País  | Año   | Partidos | Goles |
| -------------------------- | ----- | ----- | -------- | ----- |
| Shanghái Greenland Shenhua | China | 2018- | 167      | 8     |

## Palmarés

### Títulos nacionales
| Título             | Club                       | País  | Año  |
| ------------------ | -------------------------- | ----- | ---- |
| Copa FA de China   | Shanghái Greenland Shenhua | China | 2019 |
| Copa FA de China   | Shanghái Greenland Shenhua | China | 2023 |
| Supercopa de China | Shanghái Greenland Shenhua | China | 2024 |
| Supercopa de China | Shanghái Greenland Shenhua | China | 2025 |